# Agregátor recenzí
Agregátor recenzí je systém, který shromažďuje recenze produktů nebo služeb (jako jsou filmy, knihy, videohry, software, hardware a další zařízení). Tento systém ukládá recenze a pak je používá pro různé účely:
- vytvoření webstránky pro uživatele, kteří hledají recenze
- prodej informací třetím stranám o spotřebitelských trendech
- vytváření databází pro společnosti, které chtějí vědět o svých skutečných a potenciálních zákaznících.

Systém umožňuje uživatelům snadno porovnat množství různých recenzí na stejné zboží nebo službu. Mnohé z těchto systémů vypočítají přibližnou průměrnou hodnotu výrobku nebo služby, obvykle na základě přiřazení číselné hodnoty z každé recenze (pokud byla autorem recenze přidělena).
Internetové stránky s agregátory recenzí mohou mít za určitých okolností i hospodářský dopad na výrobce hodnocených výrobků nebo služeb.

## Zahraniční agregátory recenzí
- alaTest
- TestFreaks
- Metacritic
- Vergleich.org - německé testy[1]

## České agregátory recenzí
- Heureka.cz